# Provincia de Lovech
La provincia de Lovech (en búlgaro, Област Ловеч) es una provincia del centro de Bulgaria. Tiene una población estimada, a fines de 2022, de 113 356 habitantes.

## Subdivisiones
La provincia está integrada por ocho municipios:
1. Apriltsi
2. Letnitsa
3. Lovech
4. Lukovit
5. Teteven
6. Troyan
7. Ugarchin
8. Yablanitsa